# CCL28
CCL28 (englisch CC-chemokine ligand 28) ist ein Zytokin aus der Familie der CC-Chemokine.

## Eigenschaften
CCL28 ist an Entzündungsprozessen beteiligt. Es bindet an CCR3 auf Eosinophilen und an CCR10 auf T-Zellen und B-Zellen. CCL28 wird im Darm, in der Lunge, in den Brustdrüsen und in den Speicheldrüsen gebildet.